# مارغريت هولزر
مارغريت جوزفين هولزر (مواليد 30 مارس 1983) هي سباحة منافسات أمريكية سابقة، حائزة على ميداليات أولمبية، وحاملة رقم قياسي عالمي سابق. تنافست هولزر في الألعاب الأولمبية الصيفية 2004 والألعاب الأولمبية الصيفية 2008.

## السيرة الذاتية
أثناء وجودها في هنتسفيل، سبحت هولزر في الصيف لصالح جمعية جونز فالي الترفيهية، وسبحت لصالح مدرستها الثانوية، مدرسة هنتسفيل الثانوية (ألاباما). كما قامت بالتدريب لصالح JVRA.
سبحت هولزر لصالح فريق أوبورن تايغرز للسباحة والغطس أثناء التحاقها بجامعة أوبورن، حيث حصلت على شهادتها في علم النفس مع تخصص فرعي في علم الجريمة. في عام 2007، انتقلت هولزر إلى شارلوت بولاية كارولينا الشمالية للتدريب مع المدرب ديفيد مارش (مدرب سباحة) وكانت برعاية سبيدو. في عام 2008، انتقلت هولزر إلى سياتل ثم إلى فوليرتون (كاليفورنيا) مع المدرب شون هاتشيسون للتدريب في فوليرتون أكواتيكس.
جدها هيلموت هولزر اخترع أول حاسوب تناظري إلكتروني بالكامل وكان عضوًا في فريق فيرنر فون براون في عملية مشبك الورق. شقيقتها مارثا هولزر مارست رياضة اختراق الضاحية والمسار لصالح جامعة ألاباما وجامعة كارولينا الشمالية في تشابل هيل.

## مسيرتها في السباحة
سبحت هولزر على الساحة الدولية باستمرار من عام 2002 إلى عام 2009 مع حصولها على منصة تتويج في كل بطولة دولية كبرى باستثناء الألعاب الأولمبية في عام 2004، حيث احتلت المركز الخامس. وفقًا لمجلة سويمسوام ‏، تُعتبر واحدة من أفضل 10 سباحات لم يفزن بميدالية ذهبية أولمبية.
كانت عضوًا في الفريق الوطني للناشئين عام 1998. كانت عضوًا في الفريق الوطني الأول خمس مرات من (2002-2006) وعضوًا في الفريق الوطني 2009-10. كانت عضوًا في فريق كل النجوم من 2003-06.
فازت بسباق 200 متر ظهر الوطني في صيف 2006 وربيع 2005.
في جامعة أوبورن، كانت بطلة NCAA ست مرات، وحاملة رقم قياسي في SEC و NCAA، وحصلت على لقب All-American 22 مرة. خلال فترة سباحتها لصالح أوبورن تايغرز، فازوا بلقب NCAA الوطني للسباحة 3 سنوات في 2002 و 2003 و 2004.
في مدرستها الثانوية، هنتسفيل هاي، كانت بطلة الولاية ثماني مرات وحصلت على لقب Scholastic All-American عام 1999.

### ألعاب بان باسيفيك 2002
2002: ذهبية، 200 م ظهر

### بطولة العالم للألعاب المائية 2003
العالم - المركز الثاني في النهائي، 200 م ظهر؛ المركز الخامس في نصف النهائي، 200 م ظهر

### بطولة العالم للأحواض القصيرة 2004
2004: ذهبية، 200 م ظهر؛ فضية، 400 م تتابع متنوع (تصفيات)

### أولمبياد 2004
في التجارب الأولمبية الأمريكية لعام 2004، تأهلت هولزر لسباحة 200 متر ظهر باحتلالها المركز الأول بزمن قدره 2:11.88. كما سبحت في سباق 100 متر ظهر، لكنها لم تتأهل لسباحة هذا الحدث في الأولمبياد.
في الألعاب الأولمبية الصيفية 2004 في أثينا، اليونان، احتلت المركز الخامس في سباق 200 متر ظهر بزمن قدره 2:10.70.

### بطولة العالم للألعاب المائية 2005
العالم - المركز الثاني في النهائي، 200 م ظهر

### بطولة العالم للأحواض القصيرة 2006
2006: ذهبية، 200 م ظهر؛ فضية، 400 م تتابع متنوع؛ برونزية، 800 م تتابع حر (تصفيات)؛ المركز الرابع بالتساوي، 400 م تتابع حر؛ المركز السادس، 100 م ظهر

### ألعاب بان باسيفيك 2006
2006: فضية، 200 م ظهر؛ المركز السادس، 100 م ظهر

### بطولة العالم للألعاب المائية 2007
العالم - المركز الحادي عشر في نصف النهائي، 50 م ظهر؛ المركز الأول في نصف النهائي، 200 م ظهر؛ المركز الأول في النهائي، 200 م ظهر (رقم قياسي أمريكي)؛ المركز الأول في النهائي (تصفيات)، 800 م تتابع حر

### أولمبياد 2008
في التجارب الأمريكية في 1 يوليو 2008، تأهلت هولزر لسباحة 100 متر ظهر في أولمبياد 2008. في 5 يوليو 2008، حطمت هولزر الرقم القياسي العالمي لزميلتها السابقة في جامعة أوبورن كيرستي كوفنتري البالغ 2:06.39 في سباق 200 متر ظهر، بزمن قدره 2:06.09، لتتأهل في النهاية لحدثها الثاني في أولمبياد 2008. تم تحطيم هذا الرقم القياسي في بكين بواسطة كوفنتري. كما تأهلت لسباق تتابع 4 × 100 متر متنوع للسيدات.
فازت هولزر بميدالية برونزية في سباق 100 متر ظهر في 12 أغسطس في بكين. كما فازت بالميدالية الفضية في سباق 200 متر ظهر في 16 أغسطس، والميدالية الفضية في سباق تتابع 4 × 100 متر متنوع في 17 أغسطس بعد السباحة في التصفيات التأهيلية لهذا الحدث.

### بطولة العالم للأحواض القصيرة 2008
بطولة العالم للأحواض القصيرة - المركز الرابع عشر في نصف النهائي، 50 م ظهر (حوض قصير)؛ المركز السابع في نصف النهائي، 100 م ظهر (حوض قصير)؛ المركز السادس في النهائي، 100 م ظهر (حوض قصير)؛ 100 م ظهر (حوض قصير)؛ المركز الثالث في النهائي، 200 م ظهر (حوض قصير)؛ المركز الرابع عشر في نصف النهائي، 50 م فراشة (حوض قصير)؛ المركز السادس عشر في نصف النهائي، 100 م فراشة (حوض قصير)؛ المركز الأول في النهائي، 400 م تتابع متنوع (حوض قصير) (رقم قياسي عالمي)

### بطولة الولايات المتحدة للأحواض القصيرة 2009
2009: المركز الثالث، 200 ياردة ظهر؛ المركز الرابع، 100 ياردة ظهر؛ المركز السادس، 100 ياردة فراشة

### تاريخ مواجهة المبارزة في المسبح
2009: ذهبية، 400 م تتابع متنوع (رقم قياسي عالمي)؛ فضية، 100 م ظهر و 200 م ظهر (رقم قياسي أمريكي)
2005: ذهبية، 200 م ظهر؛ فضية، 100 م ظهر؛ المركز السادس، 200 م فراشة
2003: ذهبية، 200 م ظهر؛ برونزية، 100 م ظهر

### تاريخ التجارب الأولمبية
2008: المركز الأول، 200 م ظهر؛ المركز الثاني، 100 م ظهر
2004: المركز الأول، 200 م ظهر؛ المركز الثامن، 100 م ظهر

### تاريخ بطولات الولايات المتحدة الوطنية
المركز الثالث، 100 م ظهر / 200 م ظهر

### الأرقام القياسية
حاملة الرقم القياسي العالمي السابقة في تتابع 400 م متنوع، سجل في مواجهة المبارزة في المسبح MOO 2009
حاملة الرقم القياسي العالمي السابقة في 200 م ظهر، سجل في التجارب الأولمبية 2008
حاملة الرقم القياسي العالمي السابقة في 400 م تتابع متنوع (حوض قصير)، سجل في بطولة العالم للأحواض القصيرة 2008
حاملة الرقم القياسي الأمريكي السابقة في 200 م ظهر، سجل في بطولة العالم 2007

## الحياة الشخصية
كشفت هولزر أنها تعرضت للاعتداء الجنسي في طفولتها. وقالت إنها شاركت قصتها لمنع حوادث الاعتداء الجنسي المستقبلية. هولزر هي المتحدثة الوطنية للمركز الوطني للدفاع عن الأطفال، وحصلت على جائزة "صوت الشجاعة" من منظمة Darkness to Light.

## وصلات خارجية
الموقع الرسمي